# Tênis de mesa na Universíada de Verão de 2011
O tênis de mesa na Universíada de Verão de 2011 foi disputado no Ginásio do Centro de Esportes da Baía em Shenzhen, China. entre 13 e 20 de agosto de 2011
| Evento  | Ouro                                                 | Prata                                                                       | Bronze                                                                            |
| ------- | ---------------------------------------------------- | --------------------------------------------------------------------------- | --------------------------------------------------------------------------------- |
| Simples | CHN Xu Xin                                           | CHN Ye Yan                                                                  | CHN Fang Bo                                                                       |
| Simples | CHN Xu Xin                                           | CHN Ye Yan                                                                  | JPN Kenji Matsudaira                                                              |
| Dupla   | CHN China Xu Xin Ye Yan                              | TPE Taipé Chinês Wang Yitse Chen Chien-An                                   | CHN China Shang Kun Fang Bo                                                       |
| Dupla   | CHN China Xu Xin Ye Yan                              | TPE Taipé Chinês Wang Yitse Chen Chien-An                                   | JPN Japão Jin Ueda Kenji Matsudaira                                               |
| Equipe  | CHN China Xu Xin Fang Bo Hu Bingtao Shang Kun Yan An | JPN Japão Ryusuke Karube Hiromitsu Kasahara Kenji Matsudaira Kentaro Miuchi | TPE Taipé Chinês Chen Chien-An Fu Enti Huang Sheng-sheng Shen Chimin Wang Yitse   |
| Equipe  | CHN China Xu Xin Fang Bo Hu Bingtao Shang Kun Yan An | JPN Japão Ryusuke Karube Hiromitsu Kasahara Kenji Matsudaira Kentaro Miuchi | FRA França Thomas le Breton Emmanuel Lebesson Adrien Mattenet Abdel-Kader Salifou |

## Feminino
| Evento  | Ouro                                                              | Prata                                                                       | Bronze                                                                          |
| ------- | ----------------------------------------------------------------- | --------------------------------------------------------------------------- | ------------------------------------------------------------------------------- |
| Simples | CHN Rao Jingwen                                                   | CHN Fang Ying                                                               | CHN Ma Yuefei                                                                   |
| Simples | CHN Rao Jingwen                                                   | CHN Fang Ying                                                               | CHN Xiong Xinyun                                                                |
| Dupla   | CHN China Ma Yuefei Rao Jingwen                                   | KOR Coreia do Sul Xiong Xinyun Tang Liying                                  | KOR Coreia do Sul Jee Min Hyung Moon Mi-Ra                                      |
| Dupla   | CHN China Ma Yuefei Rao Jingwen                                   | KOR Coreia do Sul Xiong Xinyun Tang Liying                                  | CZE Chéquia Iveta Vacenovska Dana Hadačová                                      |
| Equipe  | CHN China Fan Ying Rao Jingwen Tang Liying Xiong Xinyun Ma Yuefei | JPN Japão Yako Fuji Yuka Ishigaki Marina Matsuzawa Shiho Ono Yuri Yamanashi | ROM Romênia Ioana Ghemes Elisabeta Samara Anamaria Sebe                         |
| Equipe  | CHN China Fan Ying Rao Jingwen Tang Liying Xiong Xinyun Ma Yuefei | JPN Japão Yako Fuji Yuka Ishigaki Marina Matsuzawa Shiho Ono Yuri Yamanashi | TPE Taipé Chinês Chen Szuyu Cheng I-Ching Huang Yi-hua Lee I-Chen Liu Hsing-Yin |

## Misto
| Evento | Ouro                            | Prata                                  | Bronze                                          |
| ------ | ------------------------------- | -------------------------------------- | ----------------------------------------------- |
| Dupla  | CHN China Shang Kun Rao Jingwen | JPN Japão Kentaro Miuchi Yuka Ishigaki | KOR Coreia do Sul Lee Jae Hun Kim So Ri         |
| Dupla  | CHN China Shang Kun Rao Jingwen | JPN Japão Kentaro Miuchi Yuka Ishigaki | TPE Taipé Chinês Huang Sheng-sheng Huang Yi-hua |

## Quadro de medalhas
| Ordem | País              | Medalha de ouro | Medalha de prata | Medalha de bronze |    |
| ----- | ----------------- | --------------- | ---------------- | ----------------- | -- |
| 1     | CHN China         | 7               | 3                | 4                 | 14 |
| 2     | JPN Japão         |                 | 3                | 2                 | 5  |
| 3     | TPE Taipé Chinês  |                 | 1                | 3                 | 4  |
| 4     | KOR Coreia do Sul |                 |                  | 2                 | 2  |
| 5     | CZE Chéquia       |                 |                  | 1                 | 1  |
|       | FRA França        |                 |                  | 1                 | 1  |
|       | ROM Romênia       |                 |                  | 1                 | 1  |
| TOTAL | TOTAL             | 7               | 7                | 14                | 28 |